# Karmageddon
A Karmageddon a Nevergreen gothic-doom metal együttes tizenkettedik nagylemeze. A Hammer Music gondozásában jelent meg 2012-ben. Az album a 2. helyre került a Mahasz Top 40 albumlistáján.
A hagyományokhoz hűen ezen az albumon is találunk földolgozást, méghozzá nem is egyet.
Az egyik a Depeche Mode: Policy of Truth.
A másik Carl Orff Carmina Burana nyitányának (Ó Fortuna) újra földolgozása. Ez már az 1999-es Ámok albumon is szerepelt egy másik verzióban.
Az albumon ismét helyet kaptak az angol nyelvű változatok is.
Érdekesség, hogy ezen a lemezen Simon Valentina hangjával megjelent a női vokál is.

## Számlista
| Karmageddon 2012 HM | Karmageddon 2012 HM                  | Karmageddon 2012 HM | Karmageddon 2012 HM | Karmageddon 2012 HM | Karmageddon 2012 HM | Karmageddon 2012 HM | Karmageddon 2012 HM | Karmageddon 2012 HM | Karmageddon 2012 HM |
|                     | Cím                                  | Hossz               |                     |                     |                     |                     |                     |                     |                     |
| ------------------- | ------------------------------------ | ------------------- | ------------------- | ------------------- | ------------------- | ------------------- | ------------------- | ------------------- | ------------------- |
| 1.                  | Jöjj, Messiás!                       | 04:20               |                     |                     |                     |                     |                     |                     |                     |
| 2.                  | Sötétségből fény                     | 03:18               |                     |                     |                     |                     |                     |                     |                     |
| 3.                  | Egy lövés, egy halál                 | 05:06               |                     |                     |                     |                     |                     |                     |                     |
| 4.                  | A végzet hajnalán                    | 04:31               |                     |                     |                     |                     |                     |                     |                     |
| 5.                  | Míg a halál el nem választ           | 04:27               |                     |                     |                     |                     |                     |                     |                     |
| 6.                  | Policy of Truth (Depeche Mode cover) | 03:32               |                     |                     |                     |                     |                     |                     |                     |
| 7.                  | Dermedt angyal szárnyán              | 05:21               |                     |                     |                     |                     |                     |                     |                     |
| 8.                  | Népünk árnya visszatér               | 03:21               |                     |                     |                     |                     |                     |                     |                     |
| 9.                  | O Fortuna (Carl Orff cover)          | 04:28               |                     |                     |                     |                     |                     |                     |                     |
| 10.                 | A halottlátó                         | 05:16               |                     |                     |                     |                     |                     |                     |                     |
| 11.                 | Rise, Messiah!                       | 04:20               |                     |                     |                     |                     |                     |                     |                     |
| 12.                 | Dark Lights                          | 03:19               |                     |                     |                     |                     |                     |                     |                     |
| 13.                 | One Shot, One Kill                   | 05:06               |                     |                     |                     |                     |                     |                     |                     |
| 14.                 | Dawn of the Doom                     | 04:31               |                     |                     |                     |                     |                     |                     |                     |
| 15.                 | Till Death Tears Us Apart            | 04:28               |                     |                     |                     |                     |                     |                     |                     |
| 16.                 | Tired Wings of Doom                  | 05:20               |                     |                     |                     |                     |                     |                     |                     |
| 17.                 | Wishes in the Wind                   | 03:21               |                     |                     |                     |                     |                     |                     |                     |
| 18.                 | Raise the Dead                       | 05:13               |                     |                     |                     |                     |                     |                     |                     |
| 01:19:18            |                                      |                     |                     |                     |                     |                     |                     |                     |                     |

## Közreműködők
- Bob Macura – ének, basszusgitár
- Matláry Miklós – billentyűk
- Erős Szabolcs - gitár
- Kovács "Moti" Tamás – dob
- Simon Valentina "Tina"

## Kritikák, cikkek
- https://web.archive.org/web/20150402095207/http://passzio.hu/modules.php?name=News&file=article&sid=25177
- http://hammerworld.hu/2012/01/30/nevergreen-sajat-szavaikkal-a-karmageddon-album/ Archiválva 2015. április 4-i dátummal a Wayback Machine-ben
- https://web.archive.org/web/20150402094311/http://rockerek.hu/nevergreen_karmageddon_2012.html
- http://www.viharock.hu/modules.php?name=News&file=article&sid=5065
- http://www.femforgacs.hu/album/20683/Karmageddon
- http://margitzoltan.blogspot.hu/p/muzsika-gotica.html